# Choeradodis
Genre
Choeradodis  est un genre de mantes religieuses appartenant à la sous-famille des Choeradodinae, tribu des Choeradodini. Elles se caractérisent par leur thorax élargi et leurs ailes rondes, qui leur permettent de se dissimuler par mimétisme, en imitant des feuilles.

## Historique et dénomination
- Le genre a été décrit par l'entomologiste français Jean Guillaume Audinet Serville en 1831[1].
- L'espèce type pour le genre est Choeradodis strumaria (Linné).

### Synonymie
Craurusa Burmeister, 1838.

## Taxinomie
Liste des espèces
- Choeradodis columbica
- Choeradodis rhombicollis
- Choeradodis rhomboidea
- Choeradodis stalii
- Choeradodis strumaria

### Articles liés
- Liste des genres et des espèces de mantes